# Григор'єв-Апполонов Андрій Генріхович
Андрій Генріхович Григор'єв-Аполлонов (нар. 26 липня 1970, Сочі, Російська РФСР, СРСР) — російський співак, соліст групи «Іванушки International», продюсер колективу #APPolonovGang. Разом з Кирилом Андрєєвим є незмінним учасником колективу.

## Біографія
Народився 26 липня 1970 року в місті Сочі.
За сімейною легендою далеким пращуром сім'ї був поет Аполлон Григор'єв. З народження проживав з батьками в Сочі в типовому 5-поверховому будинку за адресою вулиця Дагомиська, 30.
У 1980 році побував на концерті Валерія Леонтьєва, який тоді повернувся з фестивалю «Золотий Орфей» у Болгарії, де отримав 1-у премію, але в СРСР не був відомим, зал був заповнений на третину, але він виступив так, ніби був аншлаг, Андрія вразив співак в срібному комбінезоні, з довгим кучерявим волоссям, і навколо нього шоу, і Андрій вирішив теж стати артистом і виступати на сцені.
Колекціонував марки і як власник найкращої колекції був нагороджений почесною грамотою і путівкою до «Артеку».

Почав заробляти, танцюючи брейк-данс у команді вуличних брейкерів на сочинській набережній. У п'ятнадцять-шістнадцять років танцював я вже непогано, і заробляв в результаті навіть більше, ніж мій батько, головний лікар. За вечір ми з хлопцями могли «підняти» рублів сто на п'ятьох.
— 
Закінчив музичну школу по класу фортепіано. У школі займався настільним тенісом, ставши кандидатом у майстри спорту. Закінчив Сочинське педагогічне училище-вчитель молодших класів, під час навчання був діджеєм, масовиком-витівником, артистом і донжуаном, грав на клавішах в студентському ВІА, викладав близько 3 місяців. Закінчивши Російську академію театрального мистецтва, естрадне відділення
У 1985 році познайомився в кафе «Талка» (знаходилося біля готелю «Приморський» з Григорієм Лепсом. Навчився і показував фокуси з картами, монетами за гроші…
З 1986 року працював моделлю в сочинському театрі мод «Міні-Максі».
Брав участь в конкурсі «Міс Сочі-1989» і зображував дівчину-дебілку разом з другом, разом отримали приз глядацьких симпатій.
З 1990 року працював режисером-постановником в сочинському театрі мод. У 1992, як переможець творчого конкурсу, поїхав до 1994 року в США — виступати в бродвейському мюзиклі «Метро» разом з Ігорем Соріним.
З 10 листопада 1995 року — учасник групи «Иванушки International».
Григор'єв-Апполонов став прообразом скульптури «Щасливчик», встановленої в серпні 2019 року в центрі Сочі — на Курортному проспекті.

## Родина
- Батько — Генріх Святославович Григор'єв-Аполлонов (28 листопада 1930 — 11 жовтень 1999)[8] — хірург, головний лікар дитячої лікарні[12].
  - Сестра (по батькові) — Ольга Генріхівна Григор'єва-Аполлонова (нар. 1956)[13][14].
- Мати — Маргарита Андріївна Григор'єва-Аполлонова (24 травня 1935 — 20 листопада 2014 року) — адміністраторка Сочинського зимового театру.
  - Брат (по матері) (нар. 1960) — лікар, проживає в Сочі[15] .
  - Сестра — Юлія Генріхівна Григор'єва-Аполлонова (15 жовтня 1965 — 21 липень 2017[16]), працювала лікаркою військкомату Центрального району Сочі, потім — костюмеркою гурту «Иванушки International». Чоловік Юлії Андрій Бурдуков (згодом — Григор'єв-Аполлонов молодший) і Сергій Григор'єв-Аполлонов (племінник Андрія та Юлії) організували музичний колектив # AppolonovGang[17][18][19], їх дебютна пісня, присвячена Юлії Григор'євій-Аполлоновій, піднялася на 4-е місце російського чарту iTunes[20][21].

- Фактична дружина (до 2001 року) — Марія Андріївна Кириленко-Лопатова (нар. 26 вересня 1973) — дочка чемпіона світу з баскетболу Андрія Лопатова. Закінчила Московський інститут іноземних мов і Академію при уряді РФ, наваилася в коледжі St.Martin в Лондоні і отримала магістерський ступінь з відеорежисури, працювала ведучою на англійському каналі ITV, робила кар'єру співачки, яку залишила заради сім'ї і дітей. У 2002 році під псевдонімом Malo записала альбом «Veroятно»[22]. У 2001 році одружилася з баскетболістом Андрієм Кириленком, народила 3 синів — Федір, Степан і Андрій — а також удочерила доньку Олександру в 2009 році.
- Дружина (з 2003, офіц. 2008[23] — вересень 2019)[24] — Марія Андріївна Григор'єва-Аполлонова (до шлюбу Банкова) (нар. 24 березня 1985; Омськ[25]), до народження другого сина жили у фактичному шлюбі[26]. Марія — майстер спорту з тенісу, познайомилися, коли їй було 17 років, в 2002 році, Андрію сказала, що їй 19, тільки в 2003 році він дізнався про її вік. Ведуча на телеканалі Твій Дім, знімалася в кіно в епізодах, займається кінним спортом[27]. У квітні 2019 року[28] Марія пішла до баскетболіста Андрія Зубкова, в серпні 2019 року подала на розлучення, яке відбулося у вересні 2019 року[29].
  - Син — Іван Андрійович Григор'єв-Аполлонов (нар. 23 грудня 2003) грає в хокей за СДЮШОР «Динамо-Форвард» Санкт-Петербург у команді 2003 року.
  - Син — Артемій Андрійович Григор'єв-Аполлонов (нар. 25 березня 2008 року) Грає в хокей за команду «СКА-Стрільна» 2008 року в місті Санкт-Петербурзі[30][31][32][33][34]

## Телебачення
У 2002 році працював ведучим на каналі «MTV Росія» у програмі «12 злісних глядачів»— у 2003—2005 роках-програму для дітей «Полундра» на СТС.
У 2007—2008 роках вів розважальну програму «Cosmopolitan. Відеоверсія» на ТНТ.
З 2010, по 2013 рік, був ведучим кількох випусків програми «Хочу знати» з Михайлом Ширвіндтом.
З жовтня 2013 по травень 2014 року був ведучим передачі про ремонт «Ласкаво просимо додому!» на телеканалі «ТВ Центр».
19 листопада 2013 року провів один випуск дитячої передачі «На добраніч, малюки!» на телеканалі «Росія-1» .

## Фільмографія
| Рік         |     | Українська назва                       | Оригінальна назва      | Роль                           |
| ----------- | --- | -------------------------------------- | ---------------------- | ------------------------------ |
| 1998        | тф  | Старі пісні про головне 3              |                        | Іванко Заморський-Інтернешнл   |
| 2001        | тф  | Старі пісні про головне. Постскриптум  |                        | Стиляга в костюмі Санта-Клауса |
| 2006        | ф   | Перший Скорий                          |                        | епізод                         |
| 2004 — 2005 | с   | Не народися вродливою                  |                        | камео                          |
| 2004 — 2006 | с   | Моя прекрасна нянька                   |                        | камео                          |
| 2007        | ф   | День виборів                           |                        | «Іван і Вушка»                 |
| 2006        | мф  | Артур і Мініпути (Франція)             | Arthur et les minimoys | Барахлюшем                     |
| 2007        | док | Лихі дев'яності                        |                        |                                |
| 2006 — 2009 | с   | Клуб                                   |                        | камео                          |
| 2008        | ф   | Кохання-зітхання 2                     |                        | камео                          |
| 2009        | тф  | В гостях у $ kazki (не був завершений) |                        |                                |
| 2010        | ф   | 220 вольт любові                       |                        | Аполлон співак                 |
| 2010        | ф   | Зайцев, пали! Історія шоумена          |                        | камео                          |
| 2010        | ф   | Іронія кохання                         |                        | зірка                          |
| 2010        | с   | Щасливі разом                          |                        | Іполит                         |
| 2013        | с   | Зайцев +1                              |                        | камео                          |
| 2021        | ф   | Рідні                                  |                        | камео                          |

### Відеокліпи інших виконавців
| рік  | кліп                       | виконавець  | режисер         |
| ---- | -------------------------- | ----------- | --------------- |
| 1992 | «Не валяй дурака, Америка» | Любе        | Сергій Баженов  |
| 2005 | «Не винуватая я»           | фабрика     | Федір Бондарчук |
| 2016 | «Когда мы были молодыми»   | Руки Вверх! | Хіндрек Маасік  |